# Boaz Mauda
Bo'az Ma'uda, en hebreu: בועז מעודה, (Elyakim, 23 d'abril de 1987) és un cantant israelià. Boaz va guanyar la cinquena edició de Kokhav Nolad, la versió israeliana de Pop Idol. El 15 de novembre de 2007, es va anunciar que representaria Israel al Festival de la Cançó d'Eurovisió 2008, on va finalitzar en 9a posició.